# Sarusuberi
«Міс Хокусай» (яп. 百日紅, Sarusuberi) — японська історична манґа, написана й проілюстрована Хінако Сугіурою на основі життя художниці Кацусіка Ої. У 2015 році вийшла її однойменна екранізація, знята Кеїчі Хара. Аніманґа розповідає про 23-річну дівчину Кацусіка Оі, яка намагається стати таким самим художником-майстром укійо-е, як її батько — Кацусіка Хокусай.

## У ролях
| Актор          | Роль                         |
| -------------- | ---------------------------- |
| Енн Ватанабе   | Кацусіка Ої                  |
| Ютака Мацусіге | Кацусіка Хокусай (батько Ої) |
| Гаку Хамада    | Зендзіро Ікіде               |
| Кенго Кора     | Кунінао Утагава              |
| Дзюн Міхо      | Кото                         |

## Сприйняття

### Критика
Фільм отримав позитивні відгуки від кінокритиків. На вебсайті Rotten Tomatoes стрічка має рейтинг 95 % за підсумком 42 рецензій, а її середній бал становить 7,4/10. На Metacritic фільм отримав 74 бали зі 100 на підставі 16 рецензій, що вважається «цілком позитивним».

### Визнання
| Нагороди та номінації фільму «Міс Хокусай» | Нагороди та номінації фільму «Міс Хокусай»       | Нагороди та номінації фільму «Міс Хокусай»              | Нагороди та номінації фільму «Міс Хокусай» | Нагороди та номінації фільму «Міс Хокусай» | Нагороди та номінації фільму «Міс Хокусай» |
| Рік                                        | Кінопремія / Кінофестиваль                       | Категорія / Нагорода                                    | Номінант                                   | Результат                                  |                                            |
| ------------------------------------------ | ------------------------------------------------ | ------------------------------------------------------- | ------------------------------------------ | ------------------------------------------ | ------------------------------------------ |
| 2015                                       | Азійсько-Тихоокеанська кінопремія                | Найкращий анімаційний фільм                             | «Міс Хокусай»                              | Перемога                                   |                                            |
| 2015                                       | Міжнародний фестиваль анімаційних фільмів в Ансі | Найкращий анімаційний фільм                             | «Міс Хокусай»                              | Номінація                                  |                                            |
| 2015                                       | Премія Японської академії                        | Найкращий анімаційний фільм                             | «Міс Хокусай»                              | Номінація                                  |                                            |
| 2015                                       | Міжнародний кінофестиваль «Фантазія»             | Приз глядацьких симпатій за найкращий анімаційний фільм | «Міс Хокусай»                              | Перемога                                   |                                            |
| 2015                                       | Міжнародний кінофестиваль «Фантазія»             | Премія імені Сатоші Кона                                | «Міс Хокусай»                              | Перемога                                   |                                            |
| 2015                                       | Міжнародний кінофестиваль «Фантазія»             | Приз «Séquences»                                        | «Міс Хокусай»                              | Перемога                                   |                                            |